# 히고시촌
히고시촌(日越村)은 니가타현 산토군에 있던 촌이다. 

## 역사
- 1889년 4월 1일 - 정촌제 시행에 의해 산토군 히고시촌이 성립하였다.
- 1954년 11월 1일 - 나가오카시에 편입되어 소멸하였다.

## 참고문헌
- 『市町村名変遷辞典』東京堂出版、1990年。